# 7571 Weisse Rose
7571 Weisse Rose este un asteroid din centura principală de asteroizi.

## Descriere
7571 Weisse Rose este un asteroid din centura principală de asteroizi. A fost descoperit pe 7 martie 1989 la Tautenburg de Freimut Börngen. Asteroidul prezintă o orbită caracterizată de o semiaxă mare de 3,10 ua, o excentricitate de 0,15 și o înclinație de 2,2° în raport cu ecliptica.